# Fatej
Fatej (en rus: Фатеж) és una ciutat de l'óblast de Kursk, a Rússia, que el 2017 tenia 5.999 habitants. És la seu administrativa del districte homònim.